# 25945 Moreadalleore
25945 Moreadalleore este o planetă minoră (asteroid) din centura de asteroizi. A fost descoperită pe 2 martie 2001 la Stația Anderson Mesa de Lowell Observatory Near-Earth-Object Search. 
Obiectul prezintă o orbită caracterizată de o semiaxă mare de 2,5370654 UAi, o excentricitate de 0,05, o înclinație de 2,78857 ° în raport cu ecliptica.